# Seznam bolgarskih nogometnih trenerjev
Seznam bolgarskih nogometnih trenerjev.

## B
- Georgi Berkov
- Hristo Bonev
- Stefan Božkov

## D
- Dinko Dermendžiev
- Georgi Dermendžiev
- Dimitar Dimitrov
- Dimitar Doičinov

## H
- Petar Hurčev

## K
- Stojan Kotzev

## M
- Plamen Markov
- Vassil Metodijev
- Krum Milev
- Hristo Mladenov
- Stoicho Mladenov

## N
- Asparuh Nikodimov

## O
- Stojan Ormandžikev

## P
- Georgi Parčedžijev
- Atanas Parželov

## S
- Vasil Spasov
- Hristo Stojčkov

## V
- Georgi Vasilev
- Ivan Vutzov